# Marschordnung (Marine)
Marschordnung bezeichnet in der historischen Seefahrt eine militärtaktische Bewegung von Segelschiffen einer Kriegsflotte unter Wind, um den Feind aufzusuchen und in ein Gefecht zu verwickeln oder ihm zu entkommen und somit ein Gefecht  zu vermeiden.

## Geschichte
Mit der Anfang des 16. Jahrhunderts erstmals erfolgreich von Portugiesen bei Seegefechten eingesetzten Kiellinienformation, verbreitete sich diese Seekriegstaktik insbesondere im 17. Jahrhundert auch bei anderen Nationen. In der Seeschlacht vom 18. September 1639 vor Calais zwischen den Niederländern und Spaniern setzten auch die niederländischen Admiräle Maarten Tromp und Witte Corneliszoon de With auf diese Taktik. Sie hielt somit mit der Zeit auch Einzug in einschlägige Militärpublikationen und Vorschriften der jeweiligen navalen Streitkräfte. So publizierte erstmals Admiral Robert Blake 1653 in den English Navy's Fighting Instructions entsprechende Vorgaben für die Royal Navy, die daraufhin ihre Seekriegstaktik entsprechend änderte. Auch die französischen Militärtaktiker Paul Hoste, Sébastien-François Bigot de Morogues und Bourde de Villehuet verschrifteten für die Marine nationale entsprechende taktische Vorgaben in den Dienstvorschriften. Die 1763 von Bigot de Morogues publizierte Tactique navale war dabei offenbar von solch vorzüglicher Qualität, dass sie durch entsprechende Übersetzungen auch sehr schnell Einzug in den englischen und niederländischen Sprachraum fand und hierüber auch Einfluss auf die Seetaktiken anderer Nationen nahm.
In der Folge gingen Marinetaktiker dazu über, nicht nur Taktiken für das Gefecht zu entwickeln, sondern auch Überlegungen anzustellen, wie Flotten zu segeln haben, wenn es darum ging, eine Seeschlacht aufzusuchen, sie zu verlassen oder schlicht bestimmte Wegstrecken zurückzulegen, ohne hierbei taktische Vorteile zu verlieren. Diese „Marschordnung“ genannten Flottenbewegungen wurden dabei vereinheitlicht und hielten ebenfalls Einzug in die Seekriegstaktik der Marinen verschiedener Nationen.
Eine vorteilbietende taktische Marschordnung muss dabei stets so angelegt sein, dass aus ihr heraus problemlos eine Schlachtordnung gesegelt und jedes beliebige andere Segelmanöver gefahren werden kann, ohne dass es zu Behinderungen oder gar Kollisionen innerhalb der eigenen Flotte kommt.
Die Marschordnung wird entweder aus der Ankerordnung, oder aus der Schlachtordnung heraus, eingenommen.
In der überwiegenden Literatur werden dabei fünf Marschordnungen benannt:

## Erste Marschordnung

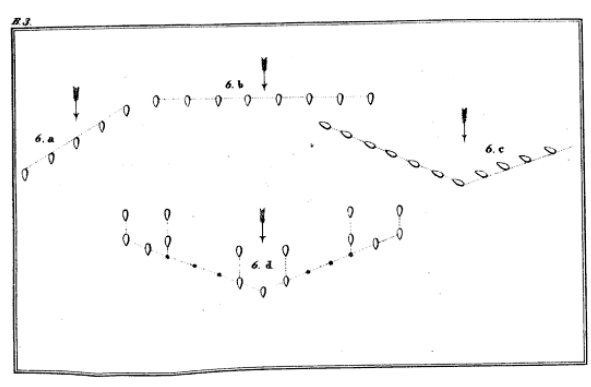
Erste (Fig.6a) bis Vierte Marschordnung (Fig.6d)

Die Schiffe sind in dieser Ordnung in einer schrägen Linie nebeneinander angeordnet und fahren dabei parallelen Kurs. Das erste Schiff der Formation fährt dabei voran, die anderen Schiffe folgen in einem bestimmten Abstand.
Nachteil dieser Marschordnung ist, dass die Kommunikation zwischen der Avantgarde (Vorhut) und der Arrièregarde (Nachhut) nicht sichergestellt ist und sich zudem relativ schwierig eine Schlachtordnung einnehmen lässt, weil die Schiffe sich recht weit voneinander entfernt befinden.

## Zweite Marschordnung
Die Schiffe segeln in dieser Ordnung auf gleicher Höhe nebeneinander auf parallelem Kurs.
Ähnlich zur Ersten Marschordnung ist die Kommunikation zwischen Avantgarde und Arrièregarde erschwert und die Einnahme einer Schlachtordnung dadurch recht zeitaufwändig und recht schwer zu koordinieren.

## Dritte Marschordnung
Die Flotte segelt hier in einer V-Formation, deren Schenkel im Winkel von 135° zueinander stehen. Das Flaggschiff nimmt dabei die Scheitelpunktposition ein, das erste Schiff der Vorhut führt die Marschordnung an – alle Schiffe segeln einen parallelen Kurs.
Gegenüber der Ersten und Zweiten Marschordnung bietet diese Formation den Vorteil, dass die Schiffe dicht beieinander sind und zudem recht zügig in eine Schlachtlinie gebracht werden können.

## Vierte Marschordnung
Die Flotte segelt hier gesamtheitlich in einer großen V-Formation, das die Formation anführende Flaggschiff an der Scheitelpunktposition. Jede Division (Avantgarde, Hauptflotte, Arrièregarde) bildet dabei aber eine aus zwei Kolonnen bestehende eigene nachgeordnete V-Formation, an deren Spitze sich das Schiff des jeweiligen Divisionskommandeurs befindet. Die Flotte ist somit also insgesamt in 6 Kolonnen unterteilt, die auf parallelem Kurs dem Flaggschiff innerhalb der großen V-Formation wie auch der eigenen kleinen V-Formation folgen. Für eine effektive Vierte Marschordnung müssen die Schiffe dicht beieinander segeln, um schnell in die Dritte Marschordnung und von hier aus in eine Schlachtlinie wechseln zu können. Hierin liegt auch ein Nachteil begründet, da der Wechsel von der Vierten Marschordnung in die Schlachtformation über eine weitere Marschordnung führt und somit recht zeitaufwendig ist.

## Fünfte Marschordnung

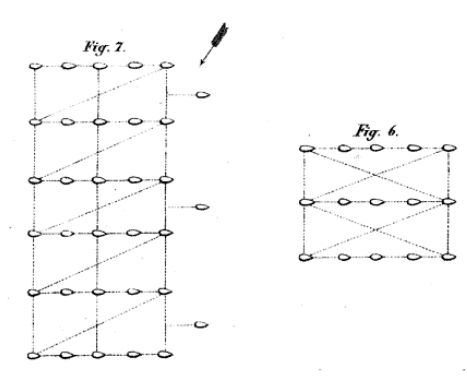
Fünfte Marschordnung am Beispiel eines kleinen Verbandes (Fig. 6) in drei Kolumnen segelnd und einer großen Flotte (Fig.7) in sechs Kolumnen segelnd

Die Flotte segelt in drei Kolonnen parallel zueinander, jede Division bildet dabei eine Kolonne. Die Schiffe an der Spitze jeder Kolonne befinden sich dabei auf gleicher Höhe und werden im Kielwasser verfolgt von den anderen Schiffen der jeweiligen Kolonne. Das Führungsschiff der jeweiligen Kolonne muss dabei zum hintersten Schiff der nächstfahrenden Luv-Kolonne in einem Winkel von 22° fahren, so bleiben die Schiffe dicht genug beieinander und es ergibt sich automatisch ein passender seitlicher Abstand zur nächsten Kolonne. Die Distanz der einzelnen Schiffe einer Kolonne beträgt dabei standardmäßig eine Kabellänge, kann aber variiert werden.
Der Vorteil dieser Marschordnung gegenüber den anderen Marschordnungen ist, dass sich ein Drittel der gesamten Flotte stets in Schlachtordnung befindet, die Schiffe dicht beieinander sind und aus der Marschordnung heraus sehr schnell eine Schlachtordnung eingenommen werden kann.
Sollte die Flotte sehr groß sein und sich diese in der Fünften Marschordnung bewegen wollen, werden die Divisionen nochmals in zwei parallel segelnde Kolonnen unterteilt – der Kommandant der Division segelt dann leicht abgesetzt an der Spitze zwischen den beiden Kolonnen der eigenen Division.
In einiger Literatur wird noch eine weitere Marschordnung benannt:

## Konvoimarschordnung
Für den Fall einer Konvoibegleitung sah eine Konvoi-Marschordnung vor, dass die Kriegsschiffe ein einschließendes Viereck um die Handelsschiffe bilden und in der Mitte dieses Vierecks sich ein weiteres Kriegsschiff befindet, das die Signale des Flaggschiffs für alle sichtbar wiederholt und so für Ordnung unter den Kriegs- und Handelsschiffen sorgt.